# Appenai-sous-Bellême
Appenai-sous-Bellême è un comune francese di 242 abitanti situato nel dipartimento dell'Orne nella regione della Normandia.

## Società

### Evoluzione demografica
Abitanti censiti